# Герб Чернігівського району (Чернігівська область)
Герб Черні́гівського райо́ну — офіційний символ Чернігівського району Чернігівської області, затверджений рішенням районної ради 17 червня 2004 року.

## Опис
Геральдичний щит має форму прямокутника з півколом в основі. Поле щита пересічене на срібне і зелене. У срібному полі — герб міста Чернігова. У зеленому — перехрещені прапор і шабля, а над ними шість золотих зірок. Щит обрамлений золотим картушем з орнаментом із колосків.

## Значення символіки
Срібний колір щита відображає миролюбність, шляхетність та щиросердя жителів району. Зелений колір є символом краси Поліської землі та її природних багатств.
Орел, герб міста Чернігова, символізує вірність давній геральдичній традиції, перерваній у 1917 році, засвідчує столичний статус району. Перехрестя козацького Чернігівського полкового прапора з шаблею є символом мужності та стійкості захисників землі протягом століть, символом прикордонної місцевості. Шість золотих зірок символізують шість містечок — центрів козацьких сотень: Седнівської, Олишівської, полкової сотні, Слабинської, Роїщенської, Білоуської.